# ذمار (ناطع)

تعديل مصدري - تعديل

ذمار هي إحدى قرى عزلة وحلان بمديرية ناطع التابعة لمحافظة البيضاء، بلغ تعداد سكانها 166 نسمة حسب تعداد اليمن لعام 2004.